# Elmarknadsdirektivet
Elmarknadsdirektivet eller Europaparlamentets och rådets direktiv (EU) 2019/944 av den 5 juni 2019 om gemensamma regler för den inre marknaden för el och om ändring av direktiv 2012/27/EU är ett EU-direktiv i vilket det fastställs gemensamma regler för produktion, överföring, distribution, energilagring och leverans av el, samt bestämmelser om konsumentskydd, i syfte att skapa verkligt integrerade, konkurrensutsatta, konsumentorienterade, flexibla, rättvisa och transparenta elmarknader i Europeiska unionen. Direktivet är det fjärde i ordningen på elmarknadsområdet. I Sverige har direktivet genomförts framför allt genom bestämmelser i ellagen.
Direktivet är en del av EU:s ren energi-paket.

## Elmarknadsdirektivets struktur
Elmarknadsdirektivet har följande kapitel.
- Kapitel I. Syfte och definitioner
- Kapitel II. Allmänna regler för organisationen av elsektorn
- Kapitel III. Konsumentinflytande och konsumentskydd
- Kapitel IV. Drift av distributionssystem
- Kapitel V. Allmänna bestämmelser om systemansvariga för överföringssystem
- Kapitel VI. Åtskillnad av systemansvariga för överföringssystem
- Kapitel VII. Tillsynsmyndigheter
- Kapitel VIII. Slutbestämmelser

Direktivet har tre bilagor.

## Närmare om direktivets syfte
Genom att utnyttja fördelarna med en integrerad marknad syftar direktivet till att säkerställa överkomliga, transparenta energipriser och energikostnader för konsumenterna, en hög grad av försörjningstrygghet och en smidig övergång till ett hållbart koldioxidsnålt energisystem. Det innehåller grundläggande regler för hur unionens elsektor ska organiseras och fungera, särskilt regler om konsumentinflytande och konsumentskydd, öppet tillträde till den integrerade marknaden, tredje parts tillträde till överförings- och distributionsinfrastruktur, samt krav avseende åtskillnad och regler om oberoende för tillsynsmyndigheter i medlemsstaterna.
Direktivet fastställer även former för samarbete mellan medlemsstater, tillsynsmyndigheter och systemansvariga för överföringssystem för att åstadkomma en fullständigt sammanlänkad inre marknad för el som ökar integrationen av el från förnybara energikällor, fri konkurrens och försörjningstrygghet.

## Definitioner
I artikel 2 i elmarknadsdirektivet definieras 60 ord eller uttryck. Några av dessa behandlas särskilt i det följande.

### Leverans
Med leverans (engelska: supply; franska: fourniture; tyska: Versorgung) avses i direktivet försäljning, inbegripet återförsäljning, av el till kunder.

### Distribution
Med distribution (engelska: distribution; franska: distribution; tyska: Verteilung) avses i direktivet transport av el i system med högspännings-, mellanspännings- och lågspänningsnät för tillhandahållande till kunder, men inte leverans.
I ellagen avses med distribution överföring av el för någon annans räkning genom ett lokalnät eller ett regionnät. I lagen används ordet överföring för all transport av el genom ett elnät.

### Systemansvarig för distributionssystem
Med en systemansvarig för distributionssystem (engelska: distribution system operator; franska: gestionnaire de réseau de distribution; tyska: Verteilernetzbetreiber) avses i direktivet en fysisk eller juridisk person som ansvarar för drift, säkerställande av underhåll av och, vid behov, utbyggnad av distributionssystemet inom ett visst område och, i tillämpliga fall, dess sammanlänkningar till andra system och för att säkerställa att systemet på lång sikt kan uppfylla rimliga krav på distribution av el.
I ellagen används ordet distributionsnätsföretag. I förarbetena anförs bland annat att termen systemansvarig för distributionssystemet inte förekommer i vanligt språkbruk och inte heller används inom elbranschen. Den framstår också som otymplig.

### Överföring
Med överföring (engelska: transmission; franska: transport; tyska: Übertragung) avses i direktivet transport av el i sammanlänkade system med högspänningsnät samt nät med extra hög spänning för tillhandahållande till slutkunder eller distributörer, men inte leverans.
I ellagen används ordet transmission i stället för överföring. Som skäl för detta anförs i förarbetena att en omfattande omarbetning av skulle vara författningstexten vara nödvändig för att använda ordet överföring på samma sätt som i elmarknadsdirektivet. En fördel med att använda transmission i stället för det vanligare överföring sägs också vara att det tydligare framgår att det handlar om en juridisk och teknisk term med en skarpt avgränsad innebörd.

### Systemansvarig för överföringssystem
Med systemansvarig för överföringssystem (engelska: transmission system operator; franska: gestionnaire de réseau de transport; tyska: Übertragungsnetzbetreiber) avses i direktivet en fysisk eller juridisk person som ansvarar för drift och underhåll och, vid behov, utbyggnad av överföringssystemet inom ett visst område och, i tillämpliga fall, dess sammanlänkningar till andra system och för att säkerställa att systemet på lång sikt kan uppfylla rimliga krav på överföring av el.
I ellagen används ordet transmissionsnätsföretag. Av förarbetena framgår att det ansågs vara olämpligt att använda elmarknadsdirektivets terminologi i den svenska lagstiftningen i detta fall. Skälen är i huvudsak desamma dem som anförs för att inte använda termen systemansvarig för distributionssystem.

### Produktion
Med produktion (engelska: generation; franska: production; tyska: Erzeugung) avses i direktivet framställning av el.

### Energilagring
Med energilagring (engelska: energy storage; franska: stockage d'énergie; tyska: Energiespeicherung) avses i direktivet i elsystemet en uppskjutning av den slutliga användningen av el till en senare tidpunkt än produktionstillfället, eller omvandlingen av elenergi till en form av energi som kan lagras, lagringen av den energin, och den därpå följande återomvandlingen av den energin till elenergi eller användningen som en annan energibärare.

## Tillträde för tredje part
Av grundläggande betydelse för elmarknaden är en skyldighet för elnätsföretagen att ge elproducenter och elanvändare tillträde till näten. Medlemsstaterna ska säkerställa att det införs en ordning för tredje parts tillträde till överförings- och distributionssystemen grundad på offentliggjorda tariffer, som ska gälla för alla kunder samt tillämpas objektivt och utan diskriminering mellan systemanvändarna. I 4 kap. ellagen finns bestämmelser som genomför direktivet i denna del. 
Medlemsstaterna ska säkerställa att tarifferna, eller de metoder som använts för att beräkna dem, är godkända av den nationella tillsynsmyndigheten innan tarifferna träder i kraft samt att tarifferna – och metoderna om endast dessa har godkänts – offentliggörs innan de träder i kraft. I ellagen finns det bestämmelser om sådan förhandsprövning.

## Krav avseende åtskillnad
Utan effektiv åtskillnad mellan nätverksamhet och verksamheter som rör produktion och leverans finns enligt EU-lagstiftaren en inneboende risk för diskriminering, inte bara i samband med nätdriften utan även när det gäller incitamenten för vertikalt integrerade företag att göra de investeringar som krävs i sina nät. Med vertikalt integrerat företag avses ett elföretag eller en grupp av elföretag där samma person eller personer direkt eller indirekt har rätt att utöva kontroll och där det berörda företaget eller den berörda företagsgruppen bedriver verksamhet inom minst ett av områdena överföring eller distribution och minst ett av områdena produktion eller leverans. Effektiv åtskillnad kan bara säkerställas genom att man undanröjer incitamentet för vertikalt integrerade företag att diskriminera konkurrenterna i samband med nättillträde och investeringar.
En systemansvarig för distributionssystem får ingå ett vertikalt integrerat företag, men den systemansvarige ska åtminstone vad avser juridisk form, organisation och beslutsfattande vara oberoende av annan verksamhet utan samband med distribution. Direktivet innehåller detaljerade krav som ska säkerställa en sådan funktionell åtskillnad. I Sverige finns det i 3 kap. ellagen bestämmelser som genomför direktivet i denna del.
Kraven avseende åtskillnad är strängare när det gäller systemansvariga för överföringssystem. Utgångspunkten är åtskilt ägande (engelska: ownership unbundling), vilket innebär att nätägaren utses till systemansvarig och att nätägaren är oberoende av leverans- eller produktionsintressen. Om vissa förutsättningar är uppfyllda får dock en medlemsstat välja en annan lösning för att se till att överföringsverksamheten hålls åtskild från produktions- eller leveransverksamhet. Sverige har valt att genomföra åtskilt ägande fullt ut genom bestämmelser i ellagen.